# VfB Zittau
VfB Zittau is een Duitse voetbalclub uit de stad Zittau, Saksen.

## Geschiedenis
De club werd in 1945 opgericht als SG Zittau. In 1950 werd de naam in ZSG Zittau gewijzigd en later in Textil Zittau en in 1951 in BSG Fortschritt-Mitte Zittau. Vanaf 1954 werd er als BSG Lokomotive Zittau gespeeld.
Na de Duitse hereniging werd de naam gewijzigd in VfB Zittau.